# Alberich Rabensteiner

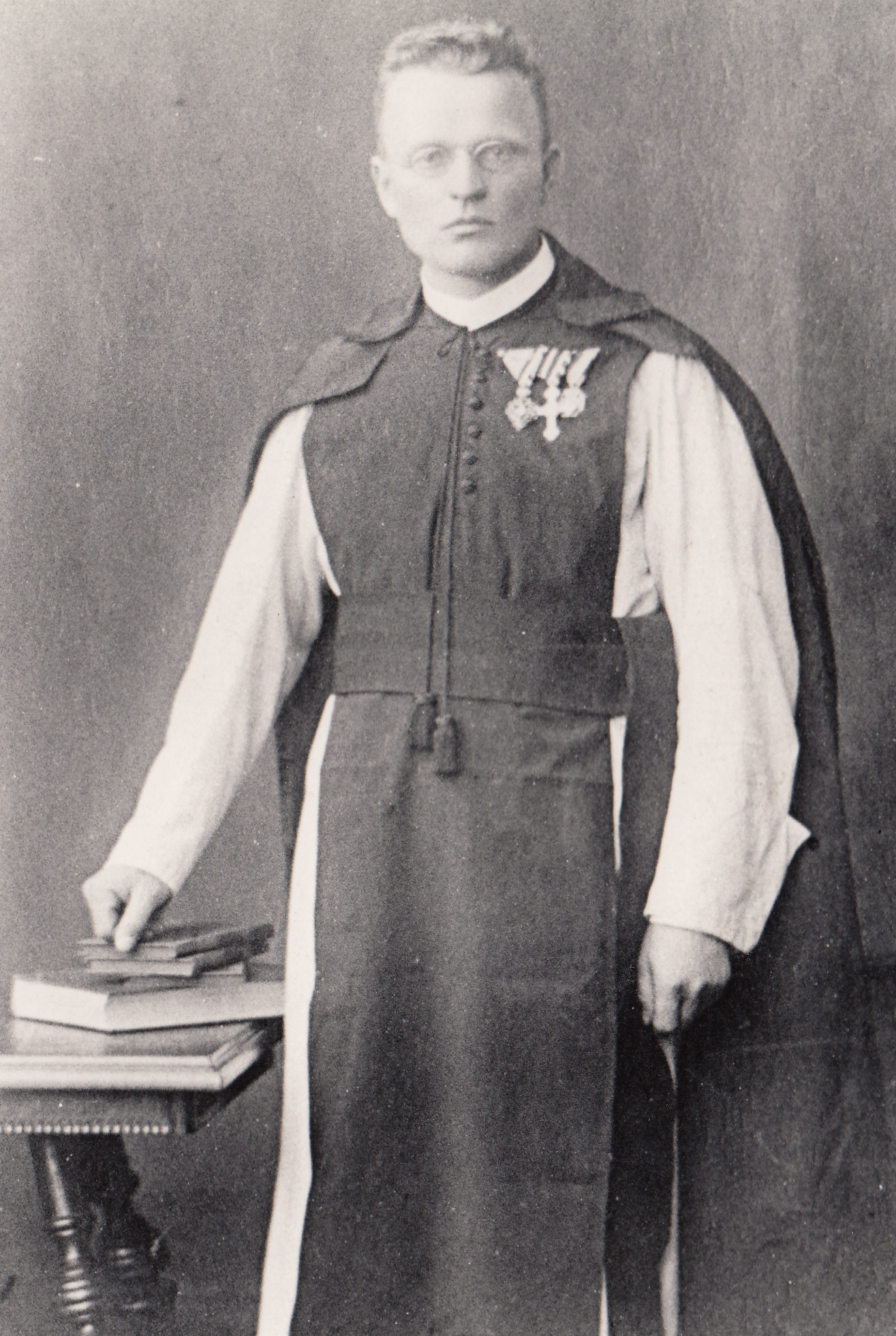
Rabensteiner im Jahr 1918

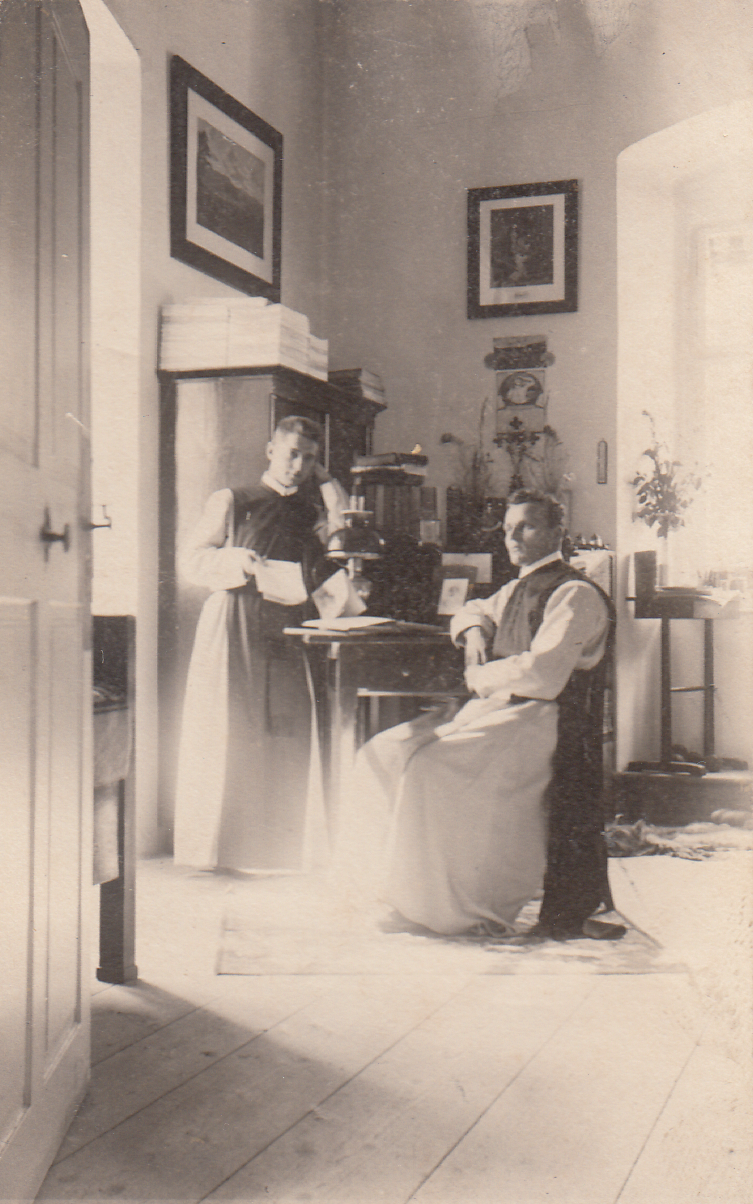
Rabensteiner und ein Mitbruder als Studenten in Heiligenkreuz

P. Alberich Rabensteiner OCist (* 28. Januar 1875 in Villanders in Südtirol als Alois Rabensteiner; † 2. April 1945 in Wiener Neustadt) war Zisterzienser des Stifts Heiligenkreuz und Prior sowie Administrator im Priorat Neukloster, Niederösterreich.

## Leben
Alois Rabensteiner trat 1898 in Heiligenkreuz in den Zisterzienserorden ein und erhielt den Ordensnamen Alberich. Er legte am 1. Juni 1903 die Feierliche Profess ab und wurde am 25. Juli 1903 zum Priester geweiht. 
Die weiteren Stationen seiner Laufbahn waren in der Stiftspfarre St. Valentin und ab 1905 die Stiftspfarre Neukloster in Wiener Neustadt (beide Male Kaplan). In Neukloster gründete er mit dem späteren P. Eberhard Steinbauer, Bruder des Strafverteidigers Gustav Steinbauer, die Marianische Kongregation. Von 1910 bis 1915 war P. Alberich Rabensteiner Pfarrer in Sulz im Wienerwald und anschließend bis September 1916 Pfarrer in Gaaden, wirkte nach seiner Einberufung zum Militärdienst als Feldkurat in Wels und später an der Südtiroler Front und in der Bukowina, und wurde für seine Dienste ausgezeichnet. Am 10. Juni 1918 wurde er zum Prior, Administrator und Stiftspfarrer des Neuklosters ernannt. Ab 1922 war Rabensteiner Dechant des Dekanats Wiener Neustadt und ab Dezember 1934 auch des Dekanats Weigelsdorf. 
Er leitete um 1930 den Bau einer Wohnungsanlage in der Ungargasse von Wiener Neustadt, später Gregorhof genannt, um Wohnungsnot zu lindern. Dafür wurde aus dem Grundbesitz des Klosters Wiesengrund am Neustädter Kanal verwendet, um – mit Hilfe der staatlichen Wohnbauförderung – Gebäudetrakte mit zirka 200 Wohnungen zu errichten.
Rabensteiner wird im Martyrologium Sancrucense als "religiöser Feuergeist" beschrieben, „der aus einer tiefen eucharistischen und marianischen Frömmigkeit heraus lebte“. In seinem Tischkalender, in dem er täglich Vorkommnisse und Gedanken notierte, findet sich der Eintrag amo nesciri et pro nihil reputari (ich liebe es, unbekannt und für nichts gehalten zu werden). Während der zahlreichen Luftangriffe auf Wiener Neustadt starben im Februar und März 1945 viele Bewohner. Obwohl viele andere die Stadt verließen, blieb Rabensteiner in Neukloster und wirkte bis zuletzt als Seelsorger. Als sich die Rote Armee Wiener Neustadt in der Karwoche immer weiter näherte, feierte Rabensteiner mit wenigen im Neukloster verbliebenen Mönchen die Liturgie im Keller und in der Sakristei des schon schwer beschädigten Klosters. Am Ostermontag, dem 2. April 1945, nahm die Rote Armee die Stadt nach heftigem Bombardement und Kämpfen ein. Rabensteiner barg mit Hilfe von Gläubigen Leichen von gefallenen deutschen Soldaten von der Straße neben dem Kloster, um zu verhindern, dass sie von den anrückenden Panzern überrollt würden. Über den weiteren Verlauf und die genauen Umstände seines Todes gibt es keine Klarheit. Ein Chronist, der sich auf einen Bericht einer Mittelsperson stützte, schrieb, dass ein russischer Offizier voll Wut über Rabensteiners Bergung der Leichen in die Kirche gestürzt sei und nach dem Priester geschrien hätte. Eine junge Frau, die in der Kirche gebetet hätte, sei schreiend zum Altar gelaufen, und Rabensteiner, der im Kreuzgang gewesen wäre, sei in die Kirche geeilt. Die andere Version (Zeugenaussage der Barmherzigen Schwester M. Burgharda) besagt, dass Rabensteiner eine junge Frau, die von einem russischen Soldaten verfolgt wurde, in der Küche versteckt und dann mit dem Soldaten im Kreuzgang verhandelt hätte, der ihm anschließend in die Kirche gefolgt sei. 
Rabensteiner wurde vor dem Benediktsaltar erschossen aufgefunden. Er wurde mit Genehmigung des russischen Stadtkommandanten im Kreuzgang des Neuklosters bestattet. 
P. Alberich Rabensteiner wurde in das Martyrologium des 20. Jahrhunderts aufgenommen.